# Remilitarización de Renania
La remilitarización de Renania o crisis de Renania fue una crisis diplomática provocada por la remilitarización de esa región alemana por decisión de Adolf Hitler el 7 de marzo de 1936, vulnerando uno de los puntos establecidos en el Tratado de Versalles: la prohibición de que Alemania estacionara fuerzas militares de cualquier especie en dicha región limítrofe con Francia y Bélgica, sin el permiso previo de tales Estados.

## Antecedentes
En enero de 1923 tropas francesas y belgas ocuparon con sus guarniciones la Cuenca del Ruhr alemana hasta su retirada el 25 de agosto de 1925, según lo establecido en el Plan Dawes, como muestra de reconciliación hacia la República de Weimar. El hecho de que el gobierno germano no pudiera establecer tropas en Renania era considerado una humillación por la extrema derecha alemana, la cual postulaba que Renania "no sería recuperada" hasta que hubiera guarniciones del Reichswehr en dicha región. 
Cuando en enero de 1933 el nazismo liderado por Adolf Hitler toma el poder en Alemania, la "remilitarización" de Renania es de nuevo impulsada como un plan a cumplir por el nuevo Tercer Reich, no solo por la importancia clave de esta región debido a la industrial Cuenca del Ruhr sino al elevado valor de propaganda que tendría una reocupación militar de Renania por tropas alemanas, además de servir tal paso para probar hasta dónde llegaba la política de apaciguamiento seguida por Francia y el Reino Unido. 
Junto con ello, Hitler también ansiaba demostrar la potencia de su autoridad política ante los mandos de la Wehrmacht, como los generales Walther von Brauchitsch y Werner von Blomberg, que aún dudaban del éxito alemán en caso de una reacción violenta de los franceses y mostraban reservas notables ante el plan.

## Ejecución del plan
El despliegue militar alemán ocurrió de modo repentino en la mañana del sábado 7 de marzo de 1936, cuando tres regimientos de infantería de la Wehrmacht iniciaron su penetración en Renania y ocuparon en pocas horas las vacías instalaciones militares de la zona en Aquisgrán, Tréveris y Saarbrücken. En realidad el despliegue militar fue escaso, y los medios incluso ridículos para la época (hubo compañías enteras de soldados alemanes que se desplazaron en bicicleta), pero el hecho constituía una violación del Tratado de Versalles y del más reciente Pacto de Locarno. 
La zona de Renania al oeste del Rin tenía importancia estratégica ante cualquier posible invasión tanto de Francia hacia Alemania como al contrario, al constituir el río una barrera natural dentro de territorio alemán, pero la retirada de los franceses en 1930 dejó un resentimiento en la población local que acogió con entusiasmo la remilitarización de Hitler como signo de la restituida soberanía alemana.
La crisis diplomática duró poco y fue de escasa entidad, pues aunque se podría haber respondido fácilmente a la ocupación de forma eficaz e incluso el ejército alemán tenía órdenes de no resistir y retirarse dado el caso, la falta de reacción de los gobiernos francés y británico que optaron por una política de apaciguamiento permitiría a Hitler anotarse un importante éxito y lo reafirmaría para acometer posteriormente tanto la incorporación de Austria como la subsiguiente ocupación de Checoslovaquia tras desatar la crisis de los Sudetes, siguiendo su declarado expansionismo irredentista, lo que llevaría a la Segunda Guerra Mundial.

## La reacción francesa
Ante la iniciativa alemana, el general Louis Maurin, ministro de defensa francés, presentó al gabinete de Albert Sarraut un informe completamente desfavorable a cualquier reacción militar, manejando unas cifras absolutamente exageradas. Así respecto al contingente alemán (calculado en 300.000 soldados sólo en Renania y alrededor de un millón en toda Alemania, frente a los 30.000 que marcharon efectivamente hacia la zona desmilitarizada), los requerimientos del alto mando francés se estimaron  en 1.200.000 soldados para el avance, más las tropas de defensa de las fortificaciones y la preparación de la movilización general si se decidía contraatacar.
Aunque el mismo día 7 de marzo de 1936 Checoslovaquia y Polonia comunicaron por medios diplomáticos y militares su disposición a apoyar cualquier acción francesa, los ministros de exteriores (Pierre-Étienne Flandin) y defensa (Louis Maurin) no informaron de ello al resto del gabinete, que no lo pudo tener en cuenta en sus deliberaciones sobre la crisis.
Conforme a las declaraciones del general alemán Heinz Guderian, en los Procesos de Núremberg, las tropas de la Wehrmacht que entraron en Renania "no estaban preparadas en modo alguno" para afrontar un choque armado con las fuerzas francesas e incluso habría podido detener su avance una reacción decidida de los soldados apostados en la misma frontera; Guderian indicó que habían recibido del general Werner von Blomberg la orden de "retirarse inmediatamente de la zona si los franceses lanzaban un contraataque", al temer que una respuesta militar de Francia generase un conflicto europeo a gran escala para el cual el III Reich no estaba aún preparado. 
Un factor importante que favorecía la indecisión de Francia era la debilidad de su economía. Y es que la fuga de capitales derivada de la Gran Depresión sólo podía solucionarse con una devaluación moderada del franco francés y adoptar semejante medida sería muy impopular en vísperas de las elecciones presidenciales francesas de 1936. De ahí que fuera inviable sin fondos públicos disponibles que Francia (pese a su mayor poderío bélico) pudiera sostener financieramente una guerra de largo alcance contra Alemania.
El ministro francés de relaciones exteriores, Flandin, requirió el apoyo del Reino Unido para detener de forma conjunta una incursión alemana que vulneraba el Tratado de Versalles. El gabinete de Stanley Baldwin rehusó reunirse de inmediato para tratar la crisis y dejó pasar un día para analizar la situación, el lunes 9 de marzo. 
Una parte considerable de la opinión pública británica entendía que al desplazar tropas a Renania los alemanes solamente "recuperaban su jardín trasero" y no convenía reprocharles la violación de un tratado internacional, sino sostener una política de apaciguamiento con la que mantener unas buenas relaciones entre el III Reich y el Reino Unido, posición que sería avalada por el entonces ministro de Asuntos Exteriores británico Anthony Eden y adoptada finalmente en el seno del gobierno.
Ante el desinterés británico, y al no sentirse respaldados para una acción militar de gran alcance, los franceses dejaron que la remilitarización de Renania concluyera sin obstáculos; este desenlace causó sorpresa en los mandos de la Wehrmacht y aumentó el prestigio de Adolf Hitler sobre los militares profesionales.